# Pantar (Insel)

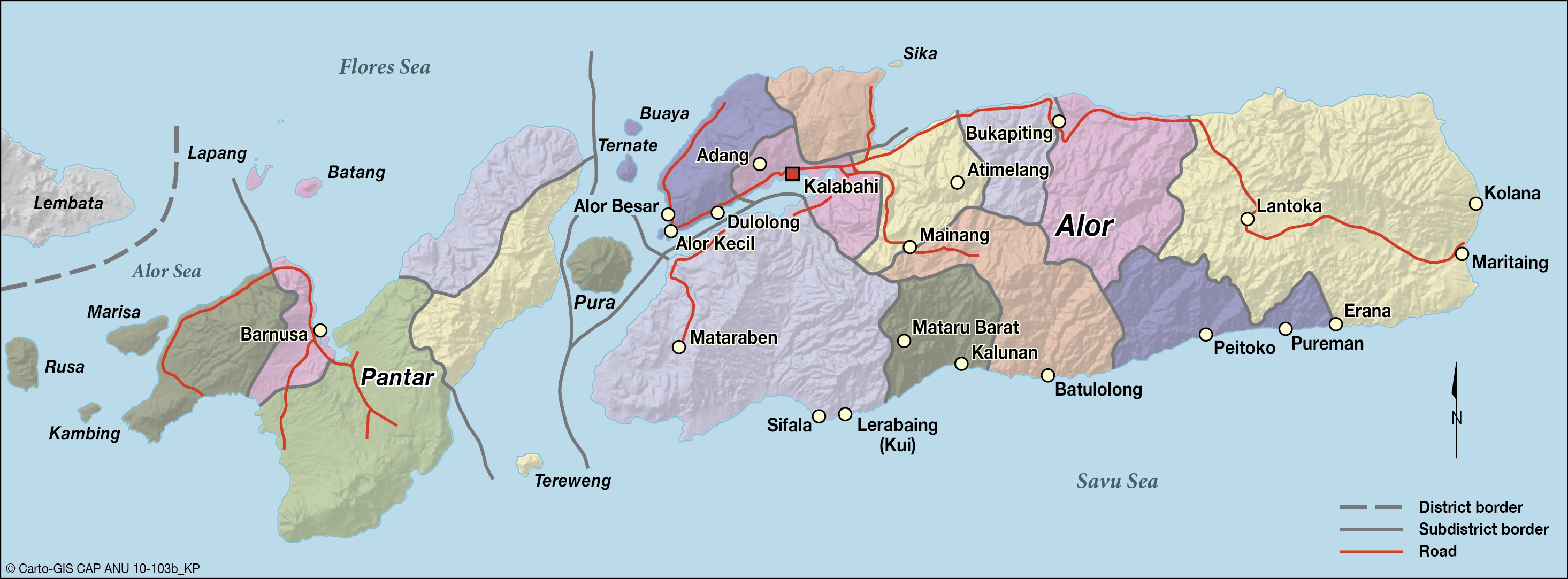
Verwaltungskarte von Alor und Pantar

Pantar, auch Galiao, Putar, Also, Pondai; ist die zweitgrößte Insel des Alor-Archipels, der zu den Kleinen Sundainseln im Osten von Indonesien gehört. Pantar ist ein Teil der Provinz Ost-Nusa-Tenggara. Hauptort ist Baranusa in Westpantar.

## Geographie
| Distrikte Pantars                   | Lage                                                             |
| ----------------------------------- | ---------------------------------------------------------------- |
| Pantar                              | Nordostpantar und die Inseln Batang und Lapang                   |
| Westpantar (Pantar Barat)           | Im Westen von Pantar                                             |
| Ostpantar (Pantar Timur)            | Ostküste Pantars                                                 |
| Westpantar Meer (Pantar Barat Laut) | Äußerster Westen Pantars und die Inseln Rusa, Kambing und Kangge |
| Zentralpantar (Pantar Tengah)       | Zentrum Pantars und die Insel Tereweng                           |

Pantar hat eine Nord-Süd-Ausdehnung von 50 Kilometern und ist zwischen 11 und 29 Kilometer breit. Die Inselfläche beträgt 686,52 Quadratkilometer. Östlich liegt die größere Insel Alor, westlich liegen jenseits der Straße von Alor Lembata (Lomblen) und die anderen Inseln des Solor-Archipels. Südlich liegt jenseits der Sawusee die Insel Timor, nördlich die Floressee. Zusammen mit den anderen Inseln des Alor-Archipels ist Pantar Teil des Regierungsbezirks (Kabupaten) Alor.
Höchster Gipfel ist mit 1318 m der vulkanische Delaki an der Südspitze. Er bildet das Südwestende einer 14 Kilometer langen, nach Nordosten abfallenden Vulkankette. An ihrem anderen Ende ragt der vom Dorf Kakamauta aus zugängliche Gunung Sirung auf. Dieser 862 Meter hohe komplexe Vulkan besteht aus basaltischen Lavaströmen, seine letzte bekannte Eruption fand 1970 statt.
Größter Ort und Hafen ist Baranusa am Ende der Blangmerangbucht im westlichen Inselteil an der Nordküste. Ein weiterer Küstenort im Norden ist Kabir an der Nordostspitze der Insel. Die meisten kleineren Dörfer liegen im Inselinnern.
Die Blangmerangbucht schneidet von Norden in den ansonsten recht geraden Küstenverlauf ein und teilt zusammen mit dem Delaki im Süden die Insel in eine kleinere West- und eine größere Osthälfte. Das östliche Inselinnere besteht aus einer von Norden nach Süden leicht abfallenden Hochebene, die von tiefen, quer verlaufenden Tälern und einzelnen Hügelketten gegliedert wird. Außerhalb der Anbauflächen im Umkreis der Dörfer ist die Hochfläche von einer Savannenvegetation mit Alang Alang-Gras (Imperata arundinacea) und dazwischenliegenden Eukalyptus-Baumgruppen bedeckt. Unterhalb des Steilabfalls verläuft entlang der Ostküste ein schmaler Streifen mit Kokospalmen. Der westliche Inselteil senkt sich dagegen langsam zum Meer ab. Kokospalmen gedeihen ferner um die Dörfer und auf den Hügeln im Inselinnern. Lontarpalmen sind auf den umliegenden Inseln weit verbreitet, aber auf Pantar selten.

## Einwohnern
Zu den Volksgruppen auf Pantar gehören die Diang, die in den Desas Muriabang und Tamak im Distrikt Zentralpantar leben.
Auch Lamaholot (Soloresisch) wird auf Pantar gesprochen.

## Geschichte
Chinesische Sandelholz-Händler besuchten im 13. Jahrhundert die Insel Timor, über die Nachbarinseln geben ihre Berichte keine Auskunft. Ab Mitte des 14. Jahrhunderts dürfte das hindu-javanische Majapahit-Reich auf den östlichen Sundainseln einige Vasallenkleinreiche besessen haben, wie aus der Reichschronik Nagarakertagama hervorgeht. Demnach unternahmen sie 1357 einen Feldzug nur bis zur Insel Sumbawa, die Chronik führt für das Jahr 1365 dennoch eine Reihe Inseln weiter östlich auf, die als „abhängig“ bezeichnet werden. Pantar wird darin nicht genannt, dafür lässt sich vermutlich der Name Galiyao mit der Insel lokalisieren.
Die Schreibvariante Galao findet sich in einer Liste von Inseln, zu den 1511 als erste Europäer eine portugiesische Molukken-Expedition gelangte. In Antonio Pigafettas Tagebuch der ersten Weltumseglung wird 1522 eine Insel Galiau kurz vor Malua (heute Alor) erwähnt. Weitere Indizien sprechen letztlich für die Gleichsetzung von Galiyao mit Pantar. Ab der Mitte des 17. Jahrhunderts scheint der Name Galiyao verschwunden zu sein, da er in Reiseberichten nicht mehr erwähnt wird. Es gibt zumindest einige Hinweise auf das Wort in Lokalsprachen. Johannes Elbert hörte während seiner Sundaexpedition 1910 von Händlern aus Alor oder Pantar, die Galigau genannt wurden. Anfang der 1990er Jahre bekam Susanne Rodemeier bei Feldforschungen auf Pantar von einem früheren Königreich Galéau im Westen der Insel erzählt, nach dem sich heute ein Clan auf Alor nennt. Rodemeier folgert daraus, dass es sich bei Galiyao während der Majapahit-Zeit um mehrere Kleinreiche auf Pantar und entlang der Westküste von Alor gehandelt haben dürfte.
Die Portugiesen besuchten die kleineren Inseln um Timor nur selten. Die Bewohner von Pantar konvertierten im Gegensatz zu einigen ihrer Nachbarn nicht zum katholischen Christentum. Trotzdem war die Insel für die Kolonialmacht wichtig, da sie als Quelle für besonders reinen Schwefel galt, der zur Herstellung von Schwarzpulver benötigt wurde.
1851 verkaufte der portugiesische Gouverneur José Joaquim Lopes de Lima ohne Rücksprache mit Lissabon die Ansprüche auf Pantar ebenso wie auf den Ostteil von Flores, Solor und Alor für 200.000 Florins an die Niederländer. Gouverneur Lopes de Lima fiel in Ungnade und wurde abgesetzt, als Lissabon von dem Vertrag erfuhr. Auf der Rückreise nach Portugal verstarb Lopes de Lima in Batavia. Doch schließlich verzichtete Portugal auf die Gebiete im Vertrag von Lissabon 1859.

## Transport
Pantar ist die größte Insel Indonesiens ohne Flughafen oder Landebahn. Die Bootsverbindung von Alor wird zudem durch starke Meeresströmungen zwischen den Inseln erschwert.
Täglich gibt es eine Fährverbindung von Baranusa nach Kalabahi auf Alor. Zusätzlich kommt zweimal die Woche eine Fähre von Larantuka (Ostflores) über Lewoleba (Lembata) nach Baranusa und fährt dann weiter nach Kalabahi. Den öffentlichen Transport auf der Insel übernehmen Lastwagen und Jeeps.

## Kultur
Die Ethnien auf Pantar wurden von Calvinisten und Muslimen missioniert. Die christlichen Dörfer liegen vorwiegend im Innern der Insel, die muslimischen entlang der Küste. Die Beziehungen zwischen den einzelnen Religionsgemeinschaften und Dörfern wurden bisher traditionell durch ritualisierte „Familienbeziehungen“ geprägt, die für die politische Stabilität der gesamten Region verantwortlich gemacht werden. Gewalttätige Unruhen zwischen den beiden Religionsgruppen, wie sie ab 1999 auf den Molukken stattfanden, blieben auf Pantar zwar aus, dennoch herrscht zwischen manchen Volksgruppen seit 1994 ein Misstrauen, das gelegentlich in offene Konflikte ausarten kann. Das Misstrauen hängt mit der weit verbreiteten Angst vor Schwarzer Magie zusammen. In den traditionellen Religionen wurden entweder Lera-Wulan („Sonne-Mond“) oder Latala als Schöpfergott und Welterhalter verehrt. Einen großen Einfluss besaßen die Totenseelen der den Menschen normalerweise wohlgesinnten Ahnen.
Vor allem auf Alor und Pantar finden sich Darstellungen von Nagas, mythischen Schlangenwesen, als Schutz an den traditionellen Gemeinschaftshäusern (Adat-Häusern). Der alte Glaube an diese Geisterwesen wurde aber immer weiter zurückgedrängt. Anfang des 20. Jahrhunderts verbrannten christliche Missionare alle schlangenähnlichen Holzfiguren, die nicht rechtzeitig von der Bevölkerung versteckt wurden.
Zwischen Pantar und den westlich gelegenen Inseln des Solor-Archipels verläuft eine Kulturgrenze, die sich am unterschiedlichen Brauchtum und an den Sprachen zeigt. Diese Grenze war bereits Mitte des 19. Jahrhunderts den niederländischen Kolonialherren bekannt und führte zur Verwaltungsgliederung in ein Solor- und Alor-Archipel. Westlich von Pantar wurde traditionell der Brautpreis durch Übergabe von altem Elfenbein beglichen, auf Pantar und Alor gab es Kesseltrommeln (Moko) ähnlich denen der antiken Dong-Son-Kultur. Im Westen errichteten die Dorfbewohner traditionell die Wohnhäuser ebenerdig, von Pantar nach Osten waren Pfahlbauten üblich.
Die regionalen Sprachen gehören entweder zu den Papuasprachen oder zur malayo-polynesischen Sprachfamilie. Westlich von Pantar werden neben dem heute üblichen überregionalen Indonesisch überwiegend soloresische Sprachen gesprochen, während auf Pantar und weiter östlich die Sprachenzersplitterung größer ist und mehrere, nicht mit den Solor-Sprachen verwandte Dialekte der Timor-Alor-Pantar-Sprachen (Teil der Trans-Neuguinea-Sprachen) verbreitet sind.
Zu den regional auf Pantar verbreiteten Sprachen gehören in alphabetischer Reihenfolge:
- Belagar, das an der Nordostküste von Pantar und der größten östlichen Nachbarinsel Pura gesprochen wird
- Kairab, an der Ostküste im Ort Tamalabang. Größte Wortschatzübereinstimmung mit dem Belagar
- Kelong, im Nordwesten der Insel in einer Bergregion im Landesinnern nordöstlich von Kabir
- Lamma, eine Ritualsprache im zentralen Landesinnern
- Nédebang, im Ort Baolang an der Nordwestküste
- Téwa, in mehreren Dialekten im Zentrum und in der Bucht von Blangmerang[17]